# Université du Nebraska

Sceau de l'université du Nebraska

L'université du Nebraska est l'un des deux systèmes d'université publiques dans l'État du Nebraska aux États-Unis. Le système a cinq universités dont une technique.
- Université du Nebraska–Lincoln.
- Université du Nebraska à Omaha.
- Université du Nebraska à Kearney.
- Université du centre médical du Nebraska à Omaha.
- Université du Nebraska de l'agriculture technique à Curtis.

## Histoire
L'université du Nebraska a été fondée en 1869 à Lincoln. En 1902, l'université a ajouté un centre médical à Omaha. Depuis le 1er août 2004, le président de l'université est James B. Milliken.

## Professeurs devenus célèbres
Kwame Dawes, poète, nouvelliste, romancier, dramaturge, anthologiste, universitaire